# Skjåk
Skjåk és un municipi situat al comtat d'Innlandet, Noruega. Té 2.204 habitants (2016) i té una superfície de 2.076 km². El centre administratiu del municipi és el poble de Bismo.

## Informació general
Skjåk es va convertir en municipi quan es va separar del municipi de Lom per esdevenir municipi propi el 1866.
El diari local s'anomena Fjuken.

### Nom
El municipi (originalment la parròquia) és el nom de l'antiga granja Skjåk (nòrdic antic: Skeiðakr), ja que la primera església va ser construïda aquí. El primer element és Skeið que significa "una pista d'atletisme per a curses de cavalls" i l'últim element és akr que significa "camp".
Abans del 1889, el nom va ser escrit "Skiaker". A partir d'aleshores fins al 1910 es va escriure "Skisaker", any en què es canvià a "Sjaak" fins al 1920. Des del 921 s'escriu en la forma actual d'"Skjåk".

### Escut d'armes
L'escut d'armes és modern. Se'ls hi va concedir el 31 de març de 1989. Mostra quatre fulles platejades unides per un punt comú en un fons blau. Aquest símbol va ser triat per simbolitzar el creixement i la força. De fet, el símbol es troba en molts artefactes històrics en tota l'àrea.

## Història
Skjåk té arrels històriques en l'època dels vikings i té un important patrimoni cultural. Una antiga ruta de viatge entre l'est i l'oest de Noruega va passar per Skjåk, a través de la vall del Raudal i cap avall a través de la vall de Sunndal fins a acabar en un braç del Nordfjord. Per exemple, el 1197, d'acord amb la saga del rei Sverre, es va informar al bisbe de Nikolaus que s'havien deixat anar un grup de teixons d'Oppdal a les muntanyes de Stryn al Nordfjord, mitjançant la ruta de Raudal.

## Geografia
Skjåk és el municipi més occidental a la vall d'Ottadalen. Limita al nord amb el municipi de Norddal, Rauma, i Lesja; a l'est i al sud-est amb Lom; al sud amb Luster i a l'oest amb Stryn i Stranda. El municipi es troba al llarg del riu Otta entre les zones muntanyoses de Breheim i Reinheim. Bismo és l'actual centre administratiu del municipi i és on s'hi localitza la majoria de la indústria i el comerç, així com l'administració municipal.
El municipi està en el punt de mig entre la vall de Gudbrandsdal i les muntanyes entre l'est i la costa oest de Noruega. El municipi es troba en una artèria de trànsit històricament significativa entre Stryn i Nordfjord, Geiranger i Sunnmøre i els municipis més orientals de la vall d'Ottadalen: Lom i Vågå.

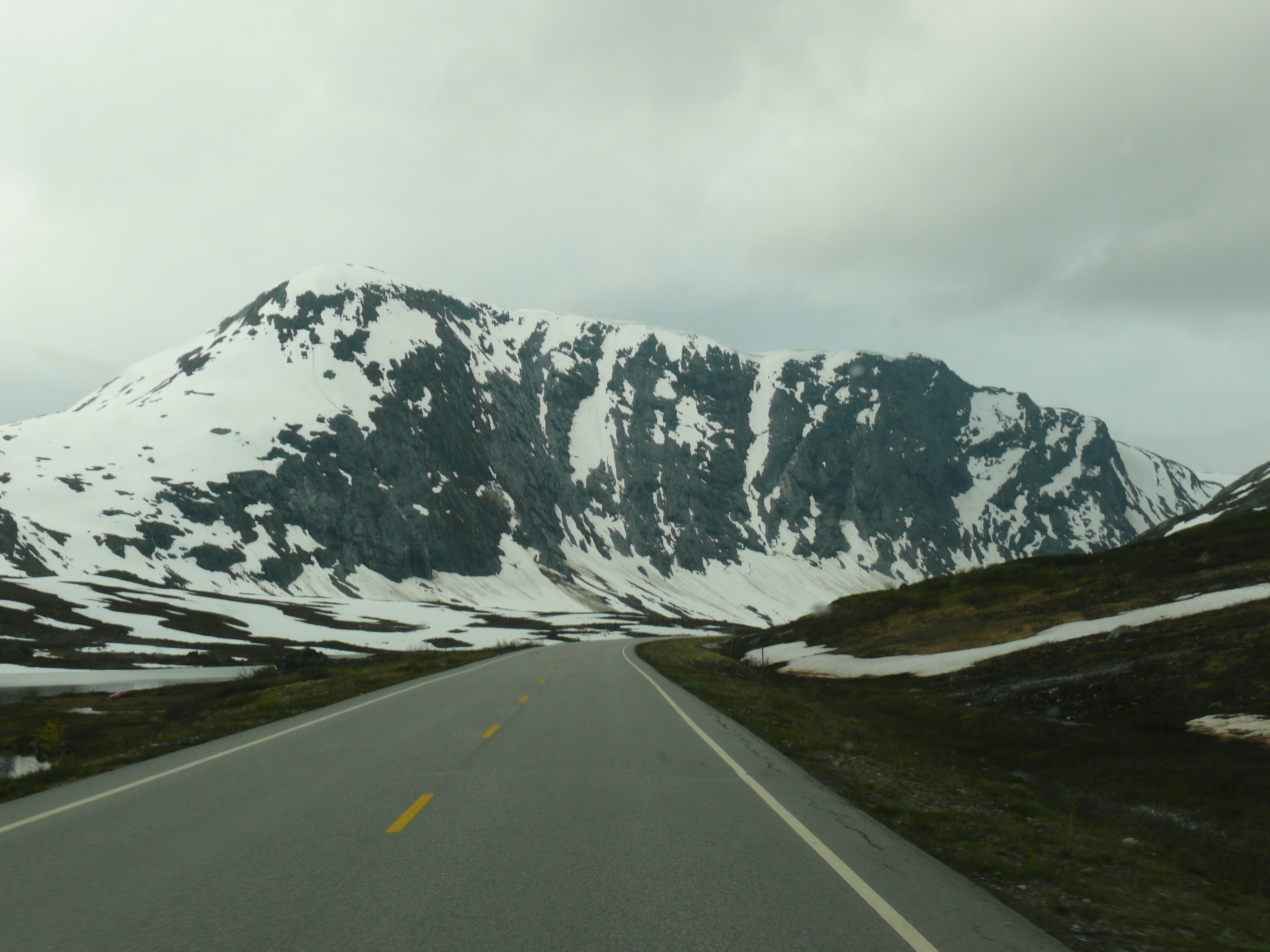
Zona muntanyosa de Skjåk

Dels 2,076 km² de superfície total del municipi, 19 quilòmetres quadrats s'utilitzen per a l'agricultura; 129 quilòmetres quadrats per al sector forestal; 75 quilòmetres quadrats està coberta d'aigua; i la resta són muntanyes i altres terres no cultivables. Skjåk serveix com a punt d'entrada a les zones de muntanya de la zona de l'oest, i la caça i la pesca són també activitats turístiques populars.

### Clima
Situada en una vall profunda, les regions poblades de Skjåk queden protegides de la pluja i com a resultat són en realitat un dels llocs més àrids d'Europa, amb una precipitació anual d'uns 250 mil·límetres. L'agricultura ha estat possible gràcies als sistemes de reg elaborats durant centenars d'anys, de manera que la zona és verda i productiva en comptes de ser un desert.
| Dades climàtiques a Skjåk          | Dades climàtiques a Skjåk | Dades climàtiques a Skjåk | Dades climàtiques a Skjåk | Dades climàtiques a Skjåk | Dades climàtiques a Skjåk | Dades climàtiques a Skjåk | Dades climàtiques a Skjåk | Dades climàtiques a Skjåk | Dades climàtiques a Skjåk | Dades climàtiques a Skjåk | Dades climàtiques a Skjåk | Dades climàtiques a Skjåk | Dades climàtiques a Skjåk |
| Mes                                | gen                       | febr                      | març                      | abr                       | maig                      | juny                      | jul                       | ag                        | set                       | oct                       | nov                       | des                       | anual                     |
| ---------------------------------- | ------------------------- | ------------------------- | ------------------------- | ------------------------- | ------------------------- | ------------------------- | ------------------------- | ------------------------- | ------------------------- | ------------------------- | ------------------------- | ------------------------- | ------------------------- |
| Mitjana diària °C (°F)             | −9.4 (15.1)               | −8.2 (17.2)               | −2.7 (27.1)               | 2.7 (36.9)                | 8.5 (47.3)                | 12.7 (54.9)               | 13.9 (57)                 | 12.8 (55)                 | 8.4 (47.1)                | 3.8 (38.8)                | −2.9 (26.8)               | −6.6 (20.1)               | 2.8 (37)                  |
| Precipitació mitjana mm (polzades) | 20 (0.79)                 | 12 (0.47)                 | 11 (0.43)                 | 5 (0.2)                   | 15 (0.59)                 | 28 (1.1)                  | 43 (1.69)                 | 35 (1.38)                 | 30 (1.18)                 | 32 (1.26)                 | 23 (0.91)                 | 24 (0.94)                 | 278 (10.94)               |
| Font: eklima                       |                           |                           |                           |                           |                           |                           |                           |                           |                           |                           |                           |                           |                           |